# 폴리뉴클레오타이드
폴리뉴클레오타이드(영어: polynucleotide)는 13개 이상의 뉴클레오타이드 단위체로 구성되어 있는 생체고분자이다. 디옥시리보핵산(DNA)과 리보핵산(RNA)은 뚜렷한 생물학적 기능을 가지고 있는 폴리뉴클레오타이드들이다. 접두사 "poly-"는 그리스어 "πολυς"에서 유래한 것으로 "많은"이란 뜻이다. DNA는 두 개의 폴리뉴클레오타이드 사슬로 구성되어 있으며, 각 사슬들은 이중나선의 형태를 취하고 있다.

## 서열
DNA와 RNA는 일반적으로 동일한 폴리뉴클레오타이드로 존재하지 않으며, DNA와 RNA를 구성하고 있는 4가지 뉴클레오타이드들은 사슬에서 임의의 순서로 나타날 수 있다. 주어진 폴리뉴클레오타이드에 대한 DNA 또는 RNA의 염기서열은 생물체 또는 과학 실험에서 DNA나 RNA의 기능을 결정하는 주된 요인이다.

## 생물에서 폴리뉴클레오타이드
폴리뉴클레오타이드는 모든 살아있는 생물에서 자연적으로 생성된다. 생물의 게놈은 이중나선 형태로 서로 마주보고 있는 엄청나게 긴 폴리뉴클레오타이드의 상보적인 염기쌍들로 구성되어 있다. 폴리뉴클레오타이드는 생물체에서 다양한 역할을 수행한다.

## 과학 실험에서 폴리뉴클레오타이드
폴리뉴클레오타이드는 중합효소 연쇄 반응(PCR) 또는 DNA 염기서열 분석과 같은 생화학 실험에서 사용된다. 폴리뉴클레오타이드는 일반적으로 30개 이하의 뉴클레오타이드를 갖는 짧은 사슬인 올리고뉴클레오타이드로부터 인공적으로 만들어진다. 중합효소는 과학자가 지정한 패턴에 따라 뉴클레오타이드를 첨가하여 사슬을 연장하는데 사용된다.

## 핵염기와 리보스의 생물 발생 이전의 축합
생명이 어떻게 생겨났는지를 이해하려면 그럴듯한 생물 발생 이전 조건에서 생명의 핵심 구성 요소들을 형성할 수 있는 화학적 경로에 대한 지식이 필요하다. RNA 세계 가설에 따르면 자유 부동(浮動) 리보뉴클레오타이드는 원시 수프에 존재했었다. 이들은 직렬로 결합해서 RNA를 형성하는 기본 분자였다. RNA처럼 복잡한 분자는 반응성이 물리화학적 과정에 의해 지배되는 작은 분자로부터 생성되었음이 틀림없다. RNA는 퓨린 뉴클레오타이드와 피리미딘 뉴클레오타이드로 구성되며, 둘 다 신뢰할 수 있는 정보 전달, 따라서 다윈의 자연선택과 진화에 필요하다. 남(Nam) 등은 RNA 형성으로 이어지는 핵심 단계인 미세 물방울에서 핵염기와 리보스의 직접적인 축합에 의해 리보뉴클레오사이드가 생성되는 것을 입증했다. 벡커(Becker) 등은 습식-건식 사이클을 사용하여 유사한 결과를 얻어냈다.

## 의료용
어류에서 유래한 폴리뉴클레오타이드는 피부 필러로 미용 의학에서 사용된다. 폴리뉴클레오타이드는 무릎의 골관절염 통증 완화에도 효과가 있는 것으로 밝혀졌다.

## 같이 보기
- 뉴클레오타이드
- 폴리펩타이드
- 폴리사카라이드